# ストラスブール - アッペンヴァイアー線
ストラスブール - アッペンヴァイアー線（ドイツ語: Bahnstrecke Appenweier–Strasbourg）は、フランスのストラスブールとドイツのライン谷線およびカールスルーエ – バーゼル高速線（オッフェンブルク - バーデンバーデン区間）を結ぶ幹線路線である。この路線のほとんどの区間は複線で、電化されている。
この路線は現在バーデン・ヴュルテンベルク州とグランテスト地域圏を結び、定期列車が運行されている、2つの鉄道路線の1つである。ノイエンブルクを通過してミュルーズに向かう路線を除いて、他のすべての鉄道連絡路線は廃止されている。
地元の鉄道運送について、この路線は南北鉄道の分岐路線のように、ケールとヨーロッパの中心地ストラスブールとの連絡路線として機能するが、同時にパリとブダペストのヨーロッパ大陸の軸を連結する、重要な国際中継点である。

## 沿線概況

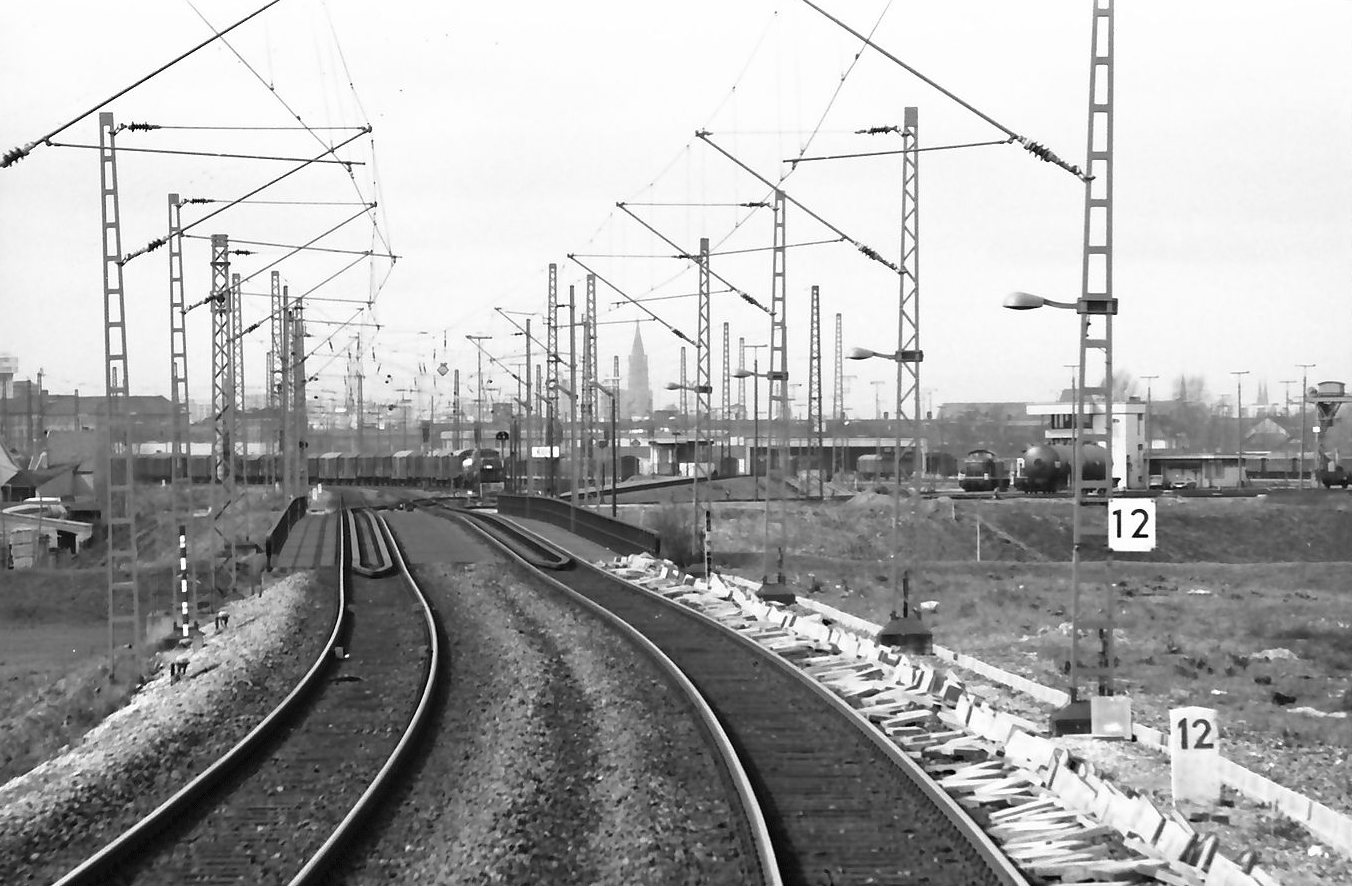
ケール駅の進入線路（1978年3月）。遠くにストラスブール大聖堂が見える。

この路線は、オッフェンブルクとバーデン＝バーデンの間にライン谷鉄道と北側および南側（以前は南側のみ）に接続されている。列車がケール駅を通過して、すぐにライン川とフランス＝ドイツの国境を横断する。

## 歴史

### バーデン公国鉄道の線路工事
アッペンヴァイラーからフランス国境までの鉄道はバーデン公国鉄道によって建設された。オッフェンブルクとバーデン＝バーデンの間のライン谷鉄道はバーデン本線（Badische Hauptbahn）の一部としてその17年前にすでに完成されていた。一方、フランス東部鉄道 (Campagnie des chemins de fer de l’Est, EST) はストラスブール - ケール間の鉄道を建設することでパリ - ストラスブール線とバーデン本線の連結を計画した。1853年に鉄道建設に関する条約が締結されて、1857年にバーデン政府が臨時的に東部鉄道と協議した。235 m長さのライン川鉄道橋は複線向けの上部構造で建設され、1858年工事が開始された。この路線は1861年5月11日に開通された。

### パリ・東フランス・南ドイツ軸（POS南）

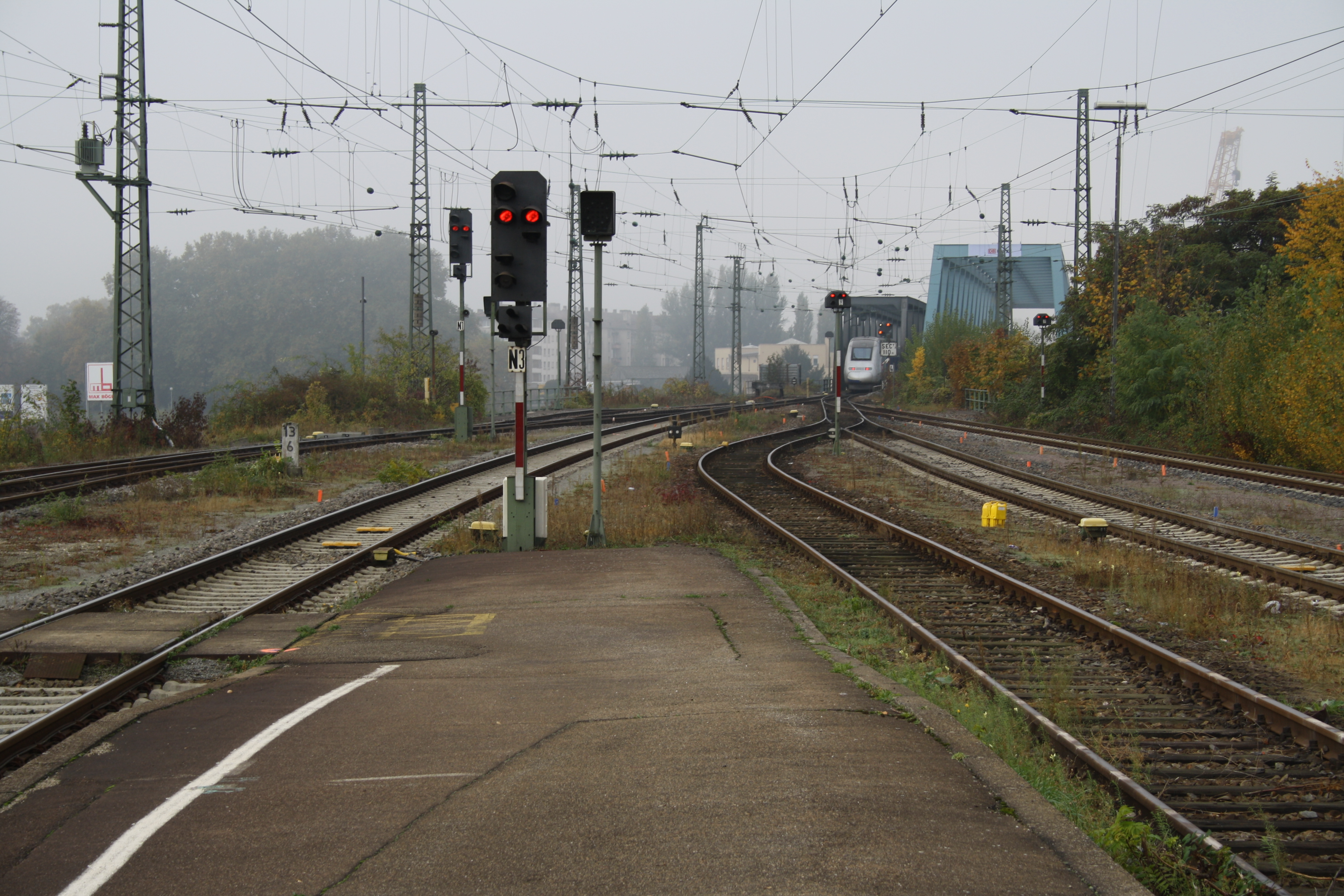
古いライン川鉄道橋を通過するTGV（2009年、ケール駅の西端）

1992年5月22日に、ドイツとフランスの運輸大臣は、パリ＝東フランス＝南ドイツ（Paris–Ostfrankreich–Süddeutschland, POS）高速鉄道の実現に合意した。1999年の終わりに、ラインの拡張は2010年まで開始されないと発表された。計画総費用として3億マルクが計上された。
2006年9月20日に完成したLGV東ヨーロッパ線の影響で2007年6月10日に近距離列車および優等列車の時刻表が変更された。それ以来、TGV列車が初めてこの路線に投入されて、その上にオッフェンブルク - ストラスブール区間の中距離列車路線が改善された。2010年の要件計画と調査の結果、ケールと分岐点の間では計画された運行速度が200 km/hから160 km/hに、新しい連結曲線では180 km/hに低下した。
連邦政府とドイツ鉄道は2007年7月16日に第一次改修段階に関する建設実行および財務協定を5100万ユーロの金額で締結した。この事業にはケールライン鉄道橋の新しい複線改築、ケールの電子式信号扱い所の設置、ケール駅の列車通過速度の向上などが含まれた。連邦政府の財政支援の他に、DBネッツは残りの踏切の撤去に取り組んだ。時間の遅れのため、欧州連合は2010年秋に当初予定された2700万ユーロの資金を350万ユーロに削減した。
ケールライン鉄道橋の許容速度は2010年まで50 km/hに過ぎず、ケール駅の場合100 km/h、アッペンヴァイアー駅までは140 km/hであった。ライン川鉄道橋の建設工事が完了し、ケールの通過速度が160 km/hに設定された。許容最高速度を上げるために必要な、10個所の踏切の解体と続きの改修工事がまだ未完成である。
改修プロジェクトは5つの計画承認段階（Planfeststellungsabschnitt, PfA）、すなわち第1段階のライン川橋の新築およびケール駅の西側の改修、第二段階のケール駅の東側の改修、第三段階のコルク駅周辺の線型改良、第四段階のケール駅と自動車道路A5の交差点の間の改修、第五段階のカールスルーエ連結線の建設で分類されている。電子式信号扱所に加えて、この路線はETCSレベル2で設備される予定である。PfA1段階は2011年に完了した。
ケール駅の東部区間（キンツィヒ鉄道橋とETCS設備を含む）の設計と承認計画に関するパフォーマンス協定は、2019年に締結される予定である。

## 運行形態

### 長距離輸送

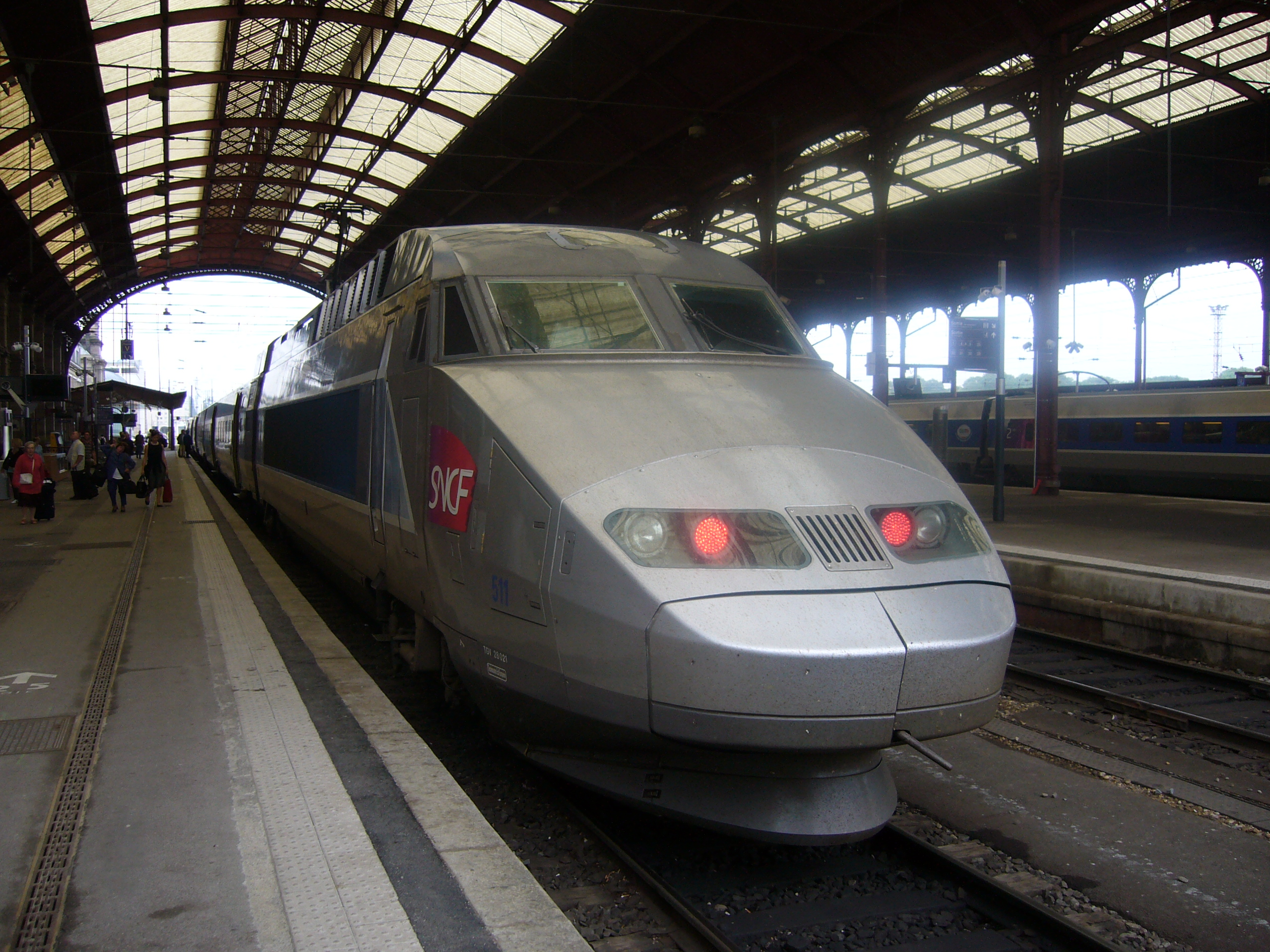
ストラスブール駅に停車するTGV列車

フランスと周辺国のTGV路線網

長距離列車のTGVは、ストラスブールから「アッペンヴァイラー三角線」とカールスルーエ - バーゼル高速線経由で、バーデン＝バーデンに向かう。この列車はストラスブール駅に停車するが、ケール駅には停車しない。他のTGVは午前中にフライブルクからオッフェンブルクとストラスブールを経由してパリ東駅まで、夕方には反対方向に走行する。2013年12月まで、ストラスブール駅とミュンヘン中央駅の間に2本のインターシティ列車が毎日運行しており、ケール駅にも停車した。最後にストラスブールとウィーン西駅を結び、ケール駅に停車したユーロナイト「オリエント急行」N26列車は2009年12月に時刻表から外された。

### 地域輸送

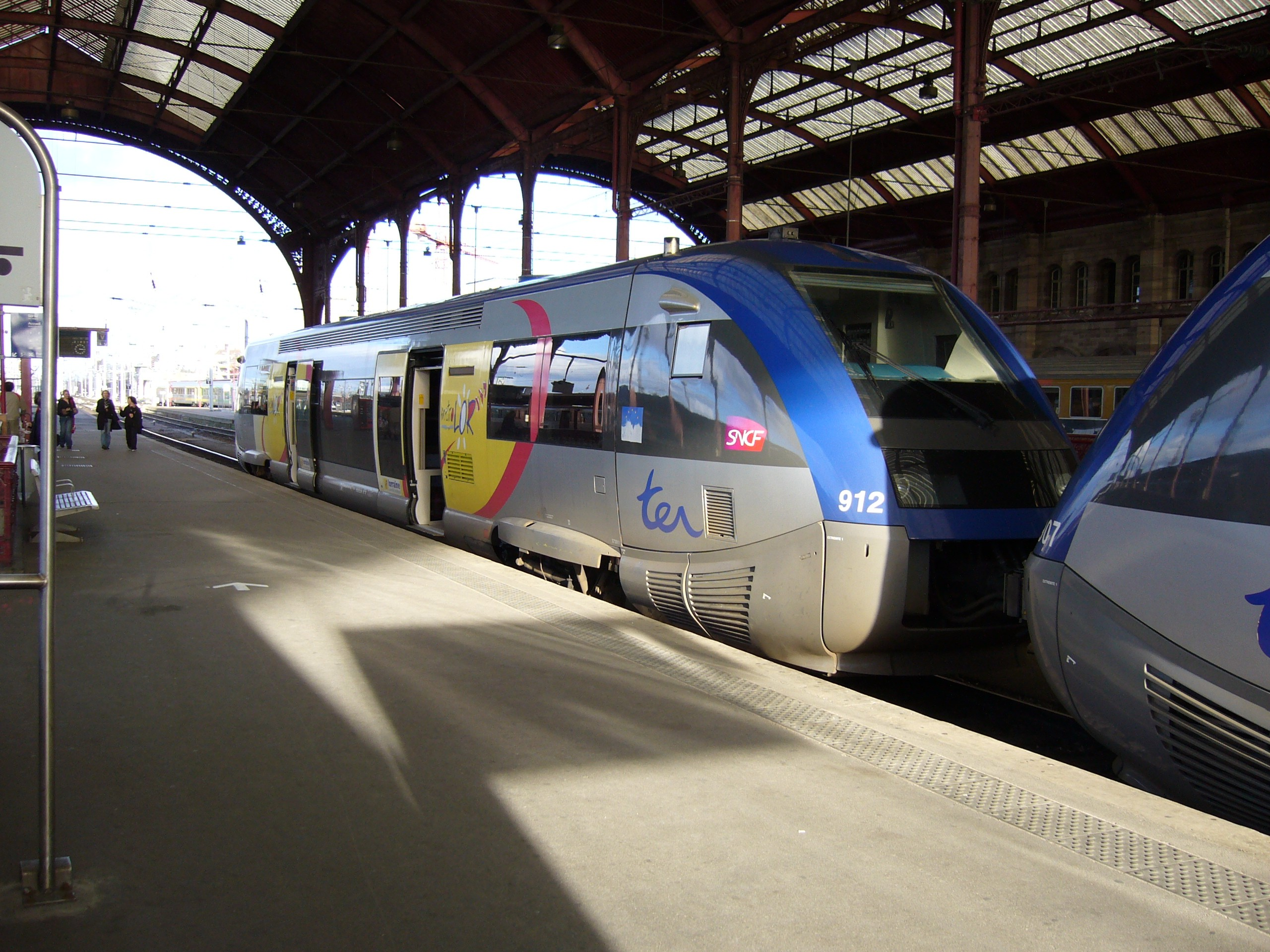
SNCF所属ケール・オッフェンブルク行きの普通列車（ストラスブール駅）

国際的な長距離交通に加えて、普通列車は「ヨーロッパ鉄道」という名前でこの路線で運行される。
ケール - アッペンヴァイアー区間はオルテナウ郡運輸連合（Tarifverbund Ortenau, TGO）の運賃制の適用区間である。ストラスブール都市圏とオルテナウ郡の統合定期券である「ユーロパース」はこの路線で有効である。

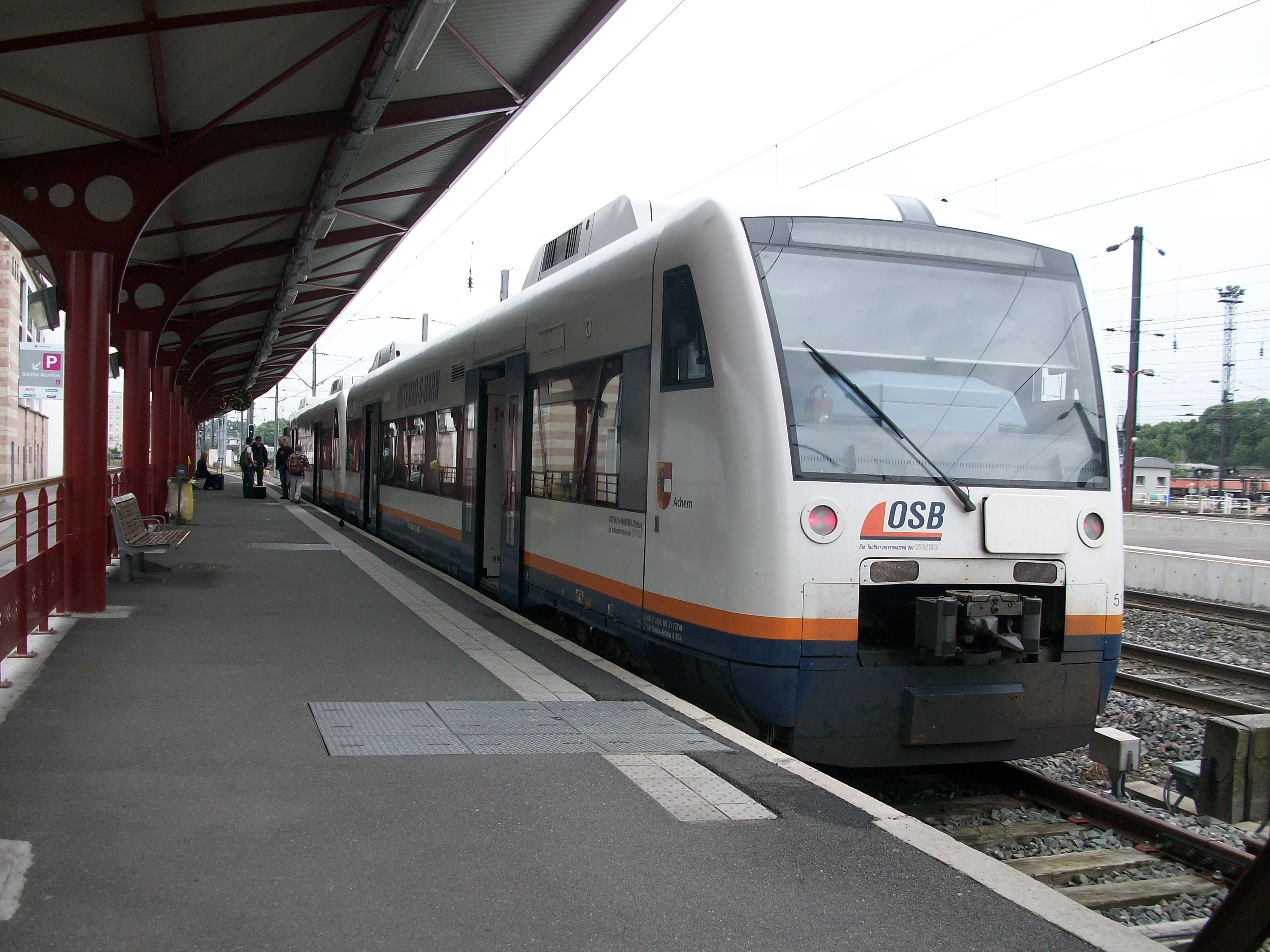
ストラスブール駅の25番線に待機するSWEGのレギオシャトルRS1

- Sバーン（RS 4）: ストラスブール - ケール - コルク - アッペンヴァイアー - オッフェンブルク。 南西ドイツ交通（Südwestdeutsche Landesverkehrs-AG, SWEG）所属。使用車両はレギオシャトルRS1。過去にはドイツ鉄道とSNCFの両方がフランスの気動車X73900を運用した。